# 辛格彎線䲁
辛格彎線䲁（學名：Helcogramma shinglensis），為輻鰭魚綱䲁形目三鰭䲁科彎線䲁屬的一個種，分布於東印度洋曼納灣海域，本魚體型小呈圓柱狀，吻部短，側面鈍，眼眶上有觸鬚，上頜向後延伸至眼前緣下方，上下頜齒細而密, 頭、腹、頸無鱗，背鰭硬棘15-16枚、背鰭軟條9枚、臀鰭硬棘1枚、臀鰭軟條20枚，體長可達3.5公分，棲息在海草生長的礁石區，以藻類為食，雌魚產附著性卵在藻類築的巢，雄魚會守護卵，幼魚為浮游性，生活習性不明。